# Schijenzan
Der Schijenzan ⓘ (zu deutsch Schien für ‚dünne Latte, Zaunpfahl‘) ist eine Felsnadel am Fusse der Schijenflue-Westwand im Kanton Graubünden in der Schweiz mit einer Höhe von 2371 m ü. M. Der 90 Meter hohe Felsturm im Rätikon ist ein beliebtes Ziel von Kletterern. Zusammen mit der Fiamma im Bergell ist er die wohl meistbestiegene Felsnadel in Graubünden.

## Lage und Umgebung
Der Schijenzan liegt rund sechs Kilometer nordöstlich von St. Antönien (1418 m) in der Region Prättigau/Davos. Er befindet sich vollständig auf Gemeindegebiet von Luzein.
Im Südwesten des Schijenzan liegt die Siedlung Partnunstafel (1763 m). Der Schijenzan wird im Osten von der Schijenflue, im Norden von der Wiss Platte und im Westen von der Sulzfluh eingefasst. Über diesen drei Nachbargipfeln verläuft die Grenze zwischen der Schweiz und Österreich. Im Westen liegt der Partnunsee, ein beliebtes Ausflugsziel für Wanderer.
Talort ist St. Antönien. Häufige Ausgangspunkte sind St. Antönien oder Partnunstafel.

## Routen zum Schijenzan
Die freistehende Felszinne ist in zirka 2 Stunden ab Parkplatz Äbi (1622 m) oder in 2 ¾ Stunden ab St. Antönien Rüti (1460 m) zu erreichen. Bis Partnunstafel (1763 m) ist die Route als Wanderweg weiss-rot-weiss markiert. Von dort aus (Schwierigkeit: T2) führt der Zustieg teils weglos hoch zum Geröllfeld nahe der Schijenflue-Wand. Erst sind in nordöstlicher Richtung Wiesen und Gestrüpp zu durchqueren, danach traversiert man grösstenteils im Geröllhang Richtung Norden. Die Felsnadel hat folgende Schwierigkeitsgrade: Normalroute IV, Nordostwand V, Südkante VI+.

## Galerie

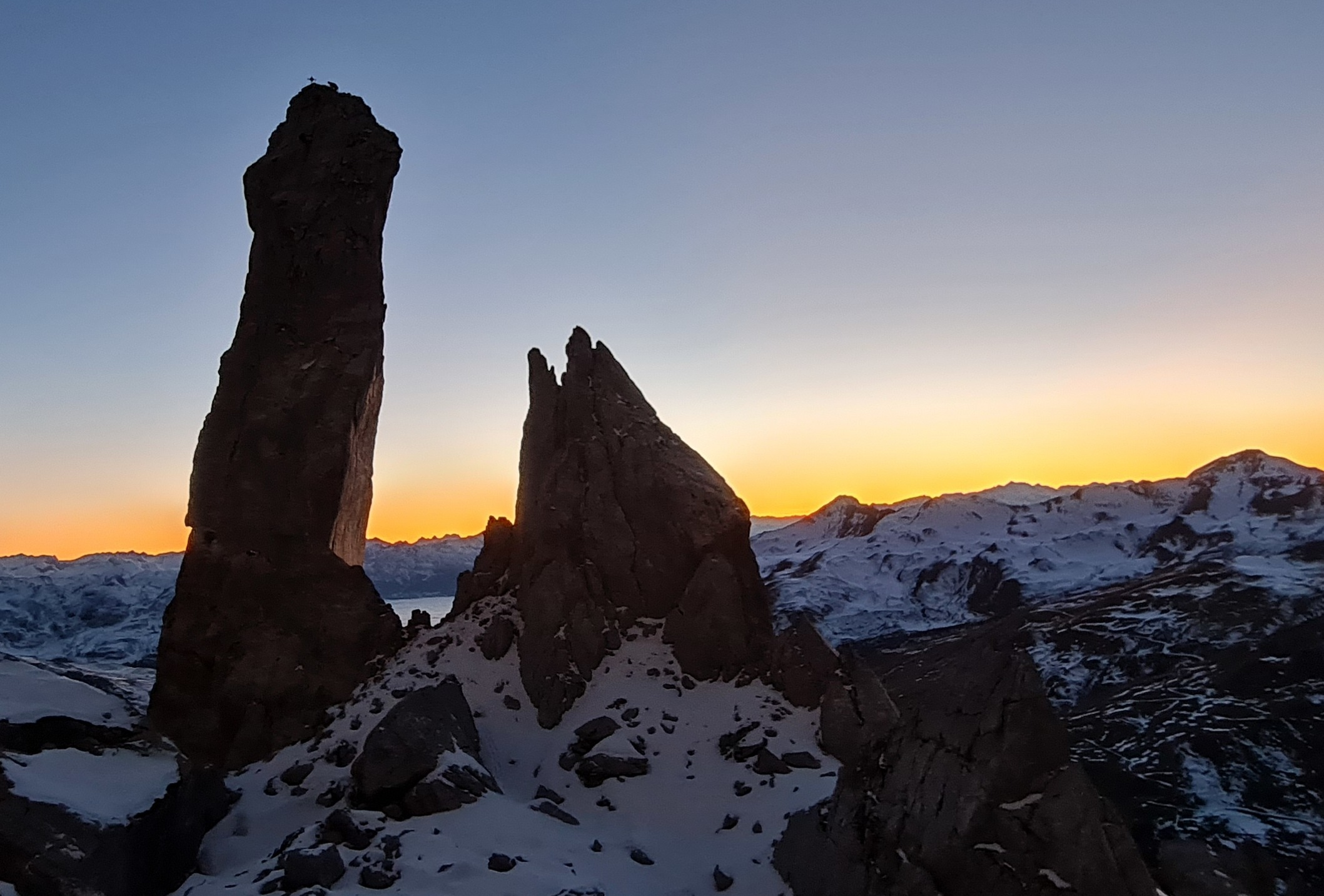
Der Schijenzan von Nordosten aus betrachtet.
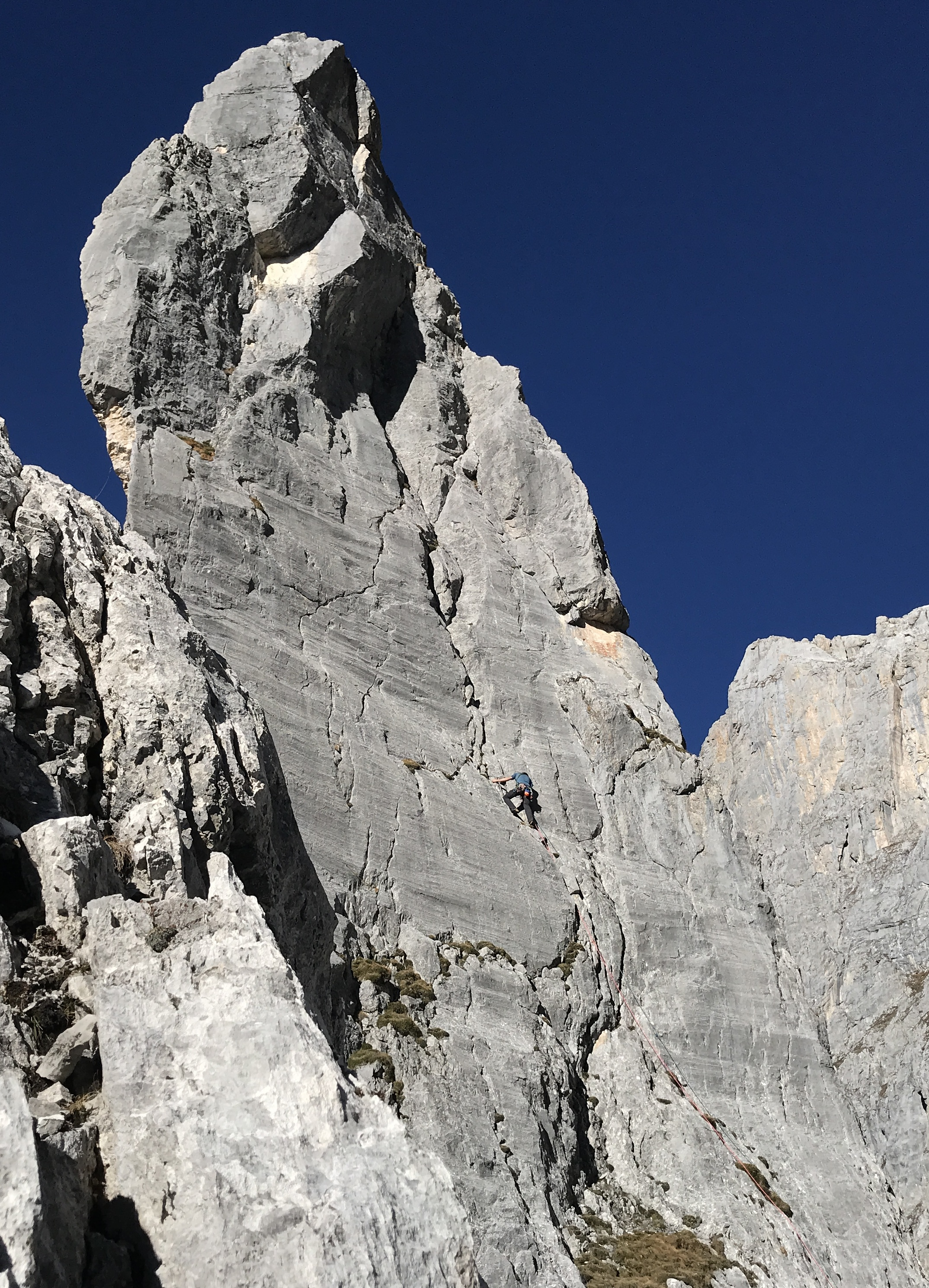
Ein Kletterer in der Südostwand.
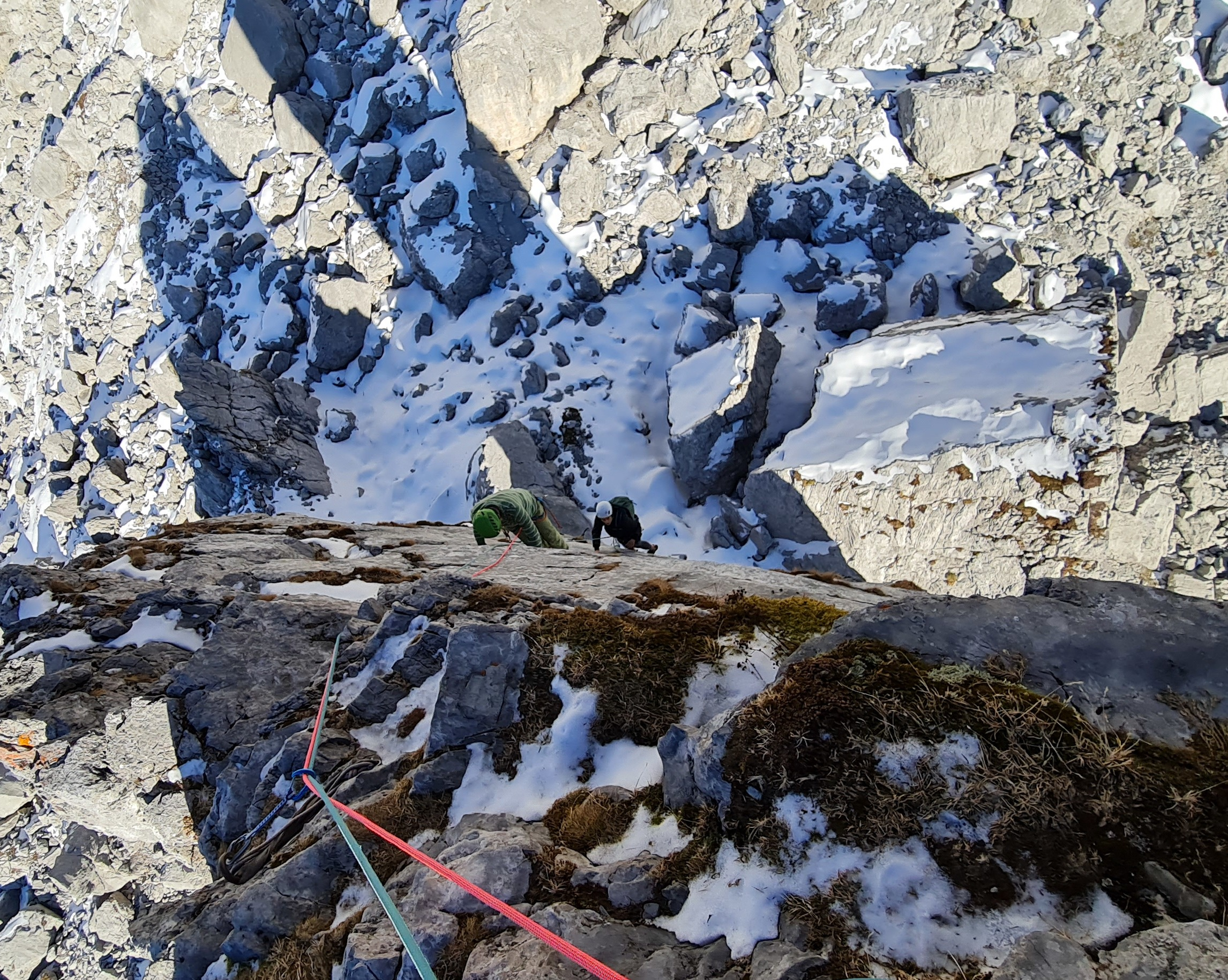
Zwei Kletterer in der Nordostwand.
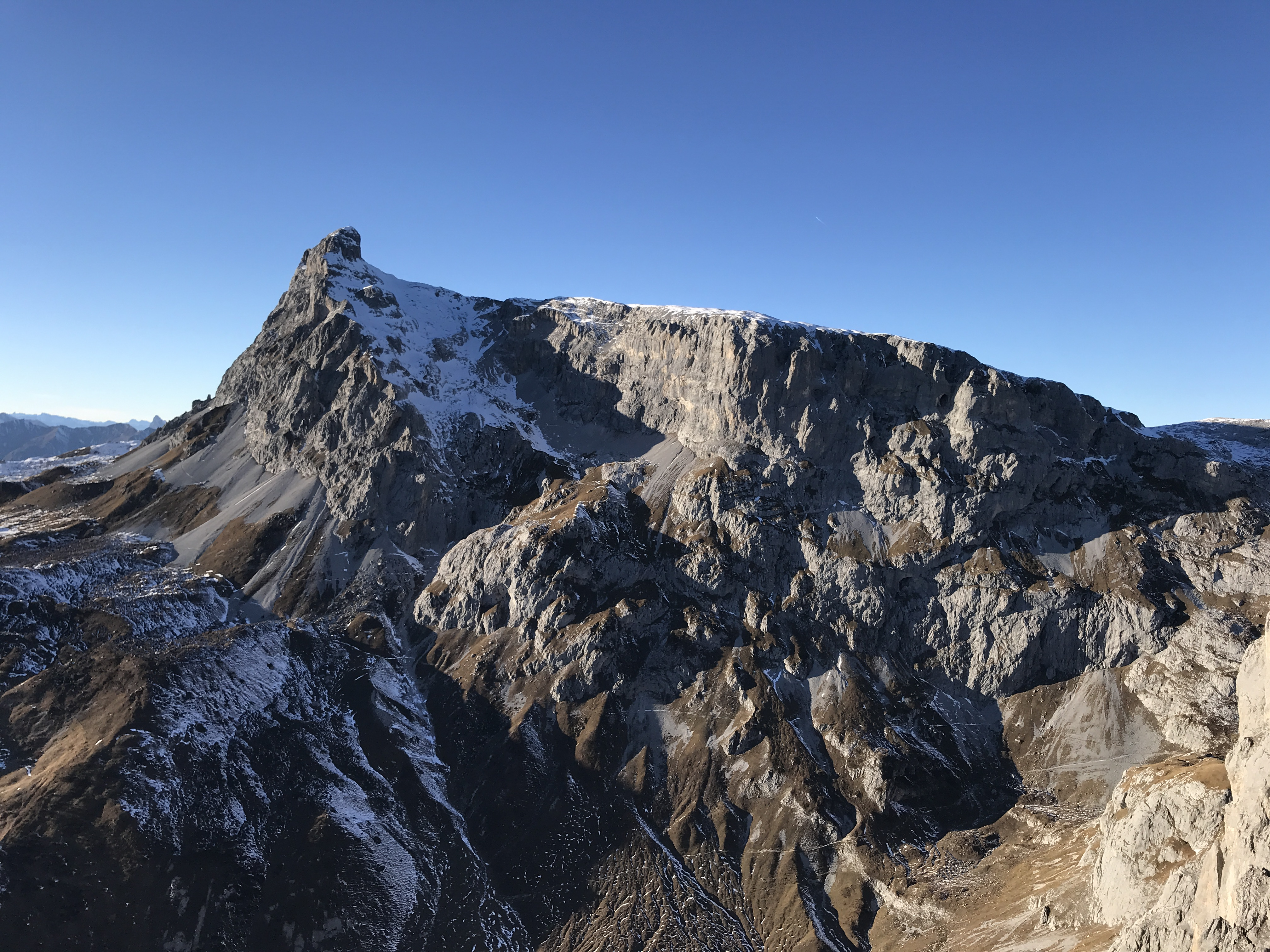
Die Sulzfluh 2817 m im Westen des Schijenzan.
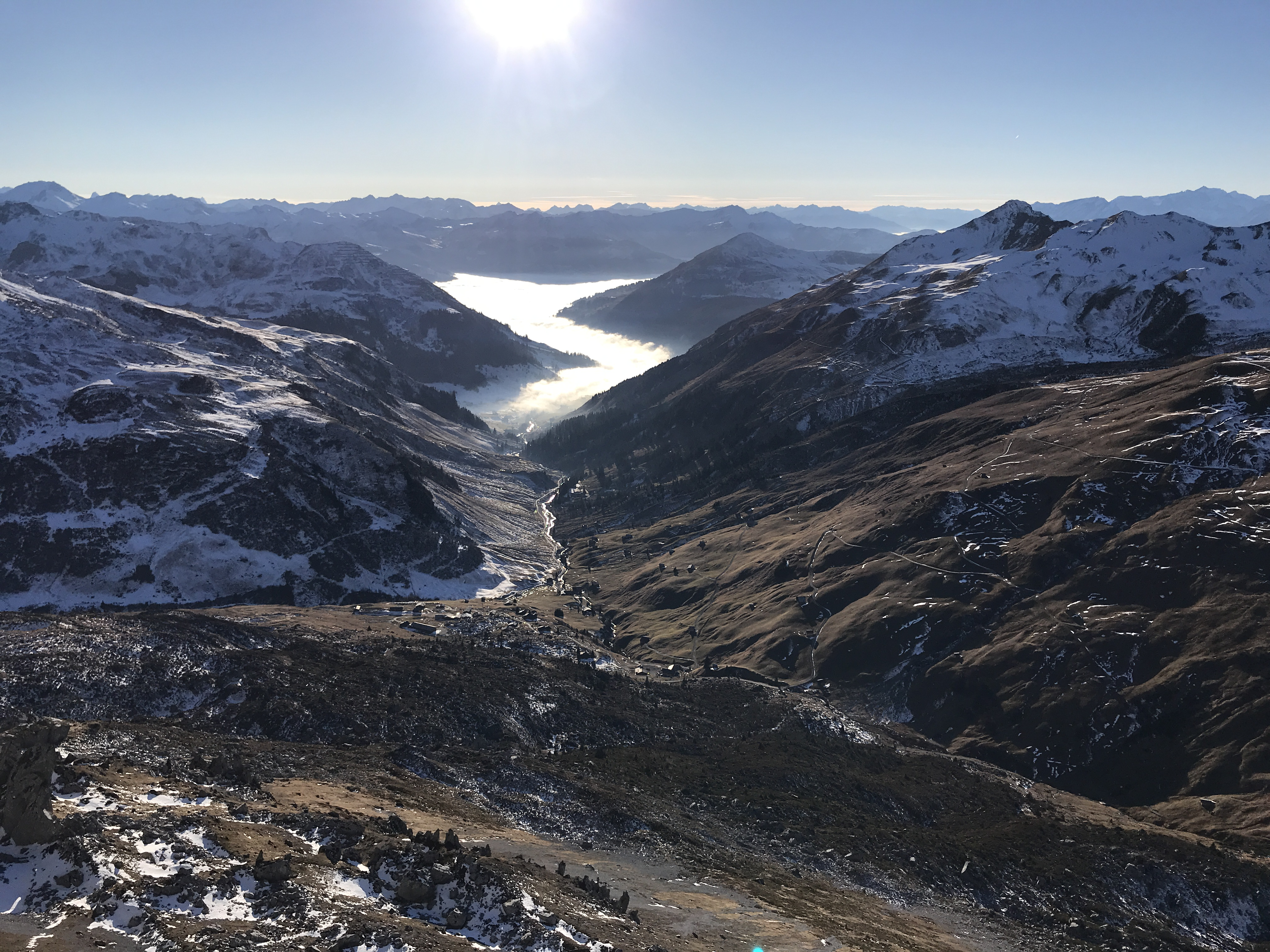
Blick nach Südwesten Richtung St. Antöniental.